# فرودگاه شهری باکای
فرودگاه شهری باکای (به انگلیسی: Buckeye Municipal Airport) یک فرودگاه همگانی بهره‌برداری هوایی با کد یاتا BXK است که یک باند فرود آسفالت دارد و طول باند آن ۱۶۷۶ متر است. این فرودگاه در شهر باکای، آریزونا کشور ایالات متحده آمریکا قرار دارد و در ارتفاع ۳۱۵ متری از سطح دریا واقع شده‌است.